# Ferme Cavillot
La ferme Cavillot appelée aussi ferme de Génimont est un immeuble classé situé dans le hameau de Génimont faisant partie de la commune de Rochefort en Belgique (province de Namur).

## Localisation
Les bâtiments de la ferme sont situés au no 18 de la rue Jardinia, entre le village de Lavaux-Sainte-Anne et le hameau de Génimont, dans la vallée de la Wimbe, en Famenne et à la limite de la Calestienne toute proche. La sortie 22a de l'autoroute E411 se trouve à 500 mètres à l'ouest de la ferme.  La chapelle Notre-Dame de Génimont, autre bien classé, se situe le long de la même rue, à 200 mètres à l'est de la ferme.

## Historique
Le corps de logis édifié au début du XVIe siècle se trouve au bout de la cour bordée par des étables et granges du XVIIIe siècle.

## Description
Le corps de logis est une construction de type manoir du début de la Renaissance de plan plus ou moins carré (environ 14 mètres de côté), de trois niveaux (deux étages) et trois larges travées sous une haute toiture en ardoises percée de quelques lucarnes. Il est sobrement et entièrement réalisé en pierre calcaire et compte des baies vitrées assez peu nombreuses et peu volumineuses.
L'aile sud-ouest comporte un important volume en colombage et brique sur un haut soubassement de pierre calcaire érigé au cours du XVIIIe siècle et abritant une grange et primitivement deux étables. L'imposant pignon aveugle à rue est particulièrement bien conservé. En face, l'aile nord-est, moins longue, se compose de trois étables sous fenil de style classique, en brique pour l'élévation et en pierre calcaire pour le chaînage d'angle et les encadrements des baies, datant du troisième quart du XVIIIe siècle.

## Classement
La ferme Cavillot (façades et toitures), sise à Génimont, rue du Jardinia et l'ensemble formé par cette ferme et les terrains environnants sont repris sur la liste du patrimoine immobilier classé de Rochefort depuis le 10 juillet 1980.